# Свети Георги (Фиток)
Вижте пояснителната страница за други значения на Свети Георги.
„Свети Георги“ (на гръцки: Αγίου Γεωργίου) е православна църква в сярското село Фиток (Анти), Гърция, част от Сярската и Нигритска епархия.
Църквата е гробищен храм, разположен в източния край на селото. Изградена е в 1955 година. В архитектурно отношение е сводеста трикорабна базилика със самостоятелна камбанария на северозапад. Изписана е в 1990 година.